# Université Charles-de-Gaulle Lille 3
Université Charles-de-Gaulle Lille 3 – francuski uniwersytet publiczny położony w mieście Villeneuve-d’Ascq. Uczelnia specjalizuje się w kształceniu kadr w dziedzinie nauk humanistycznych oraz społecznych.
Uniwersytet Lille 3 jest oddalony od głównego centrum miasta o około 25 kilometrów. Historia tej uczelni datuje się na rok 1562 jednakże oficjalnie kampus oraz uczelnia została założona w 1974 roku wraz z reformą francuskiej oświaty wyższej. Wówczas uniwersytet oficjalnie uniezależnił się od  Uniwersytetu Lille 1 stając się całkowicie niezależną uczelnią.
Obecnie na uczelni studiuje ponad 22 000 studentów wszystkich wydziałów oraz kierunków, a obecnym rektorem uniwersytetu jest Jean-Claude Dupas.

## Wydziały
- Wydział Informatyki
- Wydział Językoznawstwa
- Wydział Psychologii
- Wydział Matematyki
- Wydział Filozofii
- Wydział Nauk Technicznych
- Wydział Nauk Politycznych
- Wydział Nauk Humanistycznych